# Hermann Grengg
Hermann Grengg (* 14. Januar 1891 in Judenburg; † 25. Oktober 1978 in Graz) war ein österreichischer Wasserbauingenieur, Hochschullehrer und Rektor der Technischen Hochschule Graz.

## Leben
Grengg entschied sich, wie sein Vater, für den Beruf des Bauingenieurs. An der Technischen Hochschule Graz studierte er bei Ferdinand Wittenbauer und Philipp Forchheimer. Nach dem Studienabschluss 1913 wurde er zum Militär eingezogen und nahm am Ersten Weltkrieg zuletzt als Kommandant einer Hochgebirgskompanie teil.
Nach kurzer Assistenten- und Baufirmentätigkeit trat er 1922 in die neugegründete Steirische Wasserkraft- und Elektrizitäts-AG (STEWEAG) ein. Als Entwurfsleiter und später als stellvertretender Direktor gestaltete er 16 Jahre den Aufstieg dieses Unternehmens mit. 1930 wurde er promoviert. Zum 24. März 1933 trat er der NSDAP bei (Mitgliedsnummer 1.530.636). 1937 habilitierte er für das Fachgebiet Wasserkraftwirtschaft an der Technischen Universität Graz. 1938 wurde er in den Vorstand der Alpenelektrowerke in Wien berufen. Das besondere Interesse seiner Tätigkeit galt den Anlagen der Drau und dem Tauernkraftwerk, an dem unter Heranziehung tausender Zwangsarbeiter gebaut wurde. Am Weiterbau der Anlagen nach 1945 konnte er wegen seiner NS-Vergangenheit nicht teilnehmen.
1948 wurde er ordentlicher Professor für Wasserbau an der Technischen Hochschule Graz. Dort schuf er ein neues Wasserbaulabor, war Dekan seiner Fakultät und Rektor der Hochschule. Seine fachlichen Leistungen wurden durch verschiedene Ehrungen anerkannt. 1962 wurde ihm die Ehrendoktorwürde der Technischen Universität München verliehen. 1963 wurde er emeritiert, war aber weiterhin unermüdlich für Wissenschaft und Praxis tätig. In zahlreichen Veröffentlichungen hat Grengg über seine Erfahrungen und Forschungsarbeiten berichtet.
Er galt als maßgeblicher Vertreter des neuzeitlichen Wasserkraftbaus in Österreich.